# 阿拉套黄耆
阿拉套黄耆（学名：Astragalus alatavicus）为豆科黄芪属的植物。分布在阿尔泰、俄罗斯以及中国大陆的新疆等地，生长于海拔3,700米的地区，一般生长在高山草地或砾石滩上，目前尚未由人工引种栽培。